# Sanaa
Sanaa, eller Sana, (arabiska: صنعاء, Ṣana‘ā’, IPA: [sˤanʕaːʔ]) är huvudstad i Jemen och hade 1 707 531 invånare (2004). Den ligger omkring 300 kilometer norr om Aden, i en fruktbar dal 2 350 meter över havet.

## Historia
Den vetenskapliga forskningen anser att Sanaa var bebott på den sabaeiska tiden f. Kr. I mitten av 500-talet, när den kristne kungen av Aksum hade erövrat området och där placerat en ståthållare, utsågs Sanaa till Jemens huvudstad. Sedan 1990 är Sanaa Republiken Jemens huvudstad.

## Klimat
Uppmätta normala temperaturer och -nederbörd i Sanaa:
|                                            | Jan  | Feb  | Mar  | Apr  | Maj  | Jun  | Jul  | Aug  | Sep  | Okt  | Nov  | Dec  |
| ------------------------------------------ | ---- | ---- | ---- | ---- | ---- | ---- | ---- | ---- | ---- | ---- | ---- | ---- |
| Normaldygnets maximitemperaturs medelvärde | 22,3 | 24,7 | 25,6 | 24,8 | 25,7 | 28,2 | 26,6 | 25,9 | 25,1 | 22,2 | 20,3 | 20,5 |
| Normaldygnets minimitemperaturs medelvärde | 3,0  | 3,6  | 7,0  | 8,5  | 10,4 | 10,5 | 13,4 | 13,3 | 10,6 | 7,9  | 5,5  | 4,4  |
|                                            |      |      |      |      |      |      |      |      |      |      |      |      |
| Nederbörd                                  | 5    | 5    | 17   | 48   | 29   | 6    | 50   | 77   | 13   | 2    | 8    | 5    |

| Diagram | temperaturer i °C • månadsnederbörd i mm | temperaturer i °C • månadsnederbörd i mm | temperaturer i °C • månadsnederbörd i mm | temperaturer i °C • månadsnederbörd i mm | temperaturer i °C • månadsnederbörd i mm | temperaturer i °C • månadsnederbörd i mm | temperaturer i °C • månadsnederbörd i mm | temperaturer i °C • månadsnederbörd i mm | temperaturer i °C • månadsnederbörd i mm | temperaturer i °C • månadsnederbörd i mm | temperaturer i °C • månadsnederbörd i mm | temperaturer i °C • månadsnederbörd i mm |
|         | 5 22 3                                   | 5 25 4                                   | 17 26 7                                  | 48 25 9                                  | 29 26 10                                 | 6 28 11                                  | 50 27 13                                 | 77 26 13                                 | 13 25 11                                 | 2 22 8                                   | 8 20 6                                   | 5 21 4                                   |

## Kultur

### Gamla staden i Sanaa

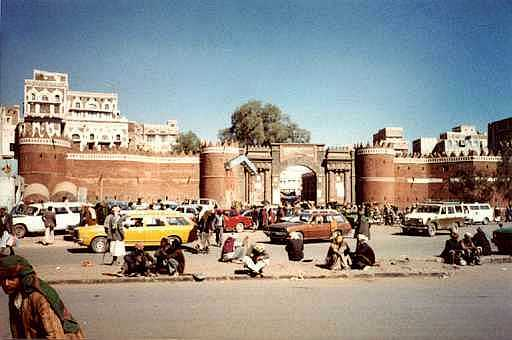
Bab el Jemen (1980).

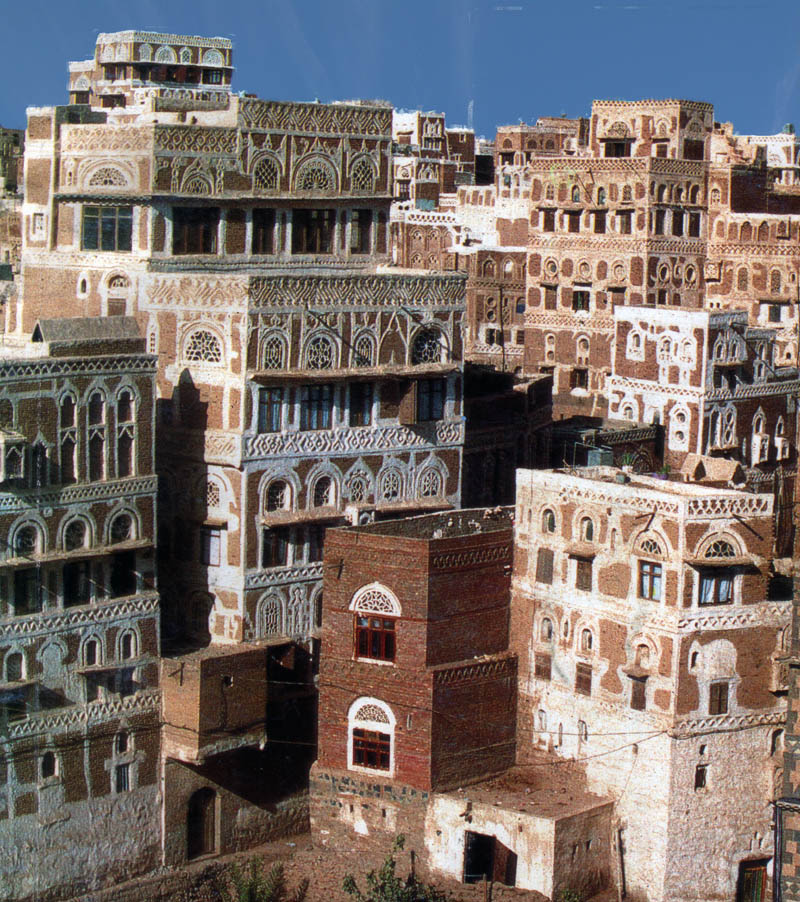
Det finns omkring 14 000 tornhus i Sanaa

Sanaas gamla stadskärna blev 1986 uppsatt på Unescos världsarvslista.
Den gamla, befästa staden har varit befolkad i mer än 2500 år, och har många arkitektoniska mästerverk. Stora satsningar för att rädda några av de äldsta byggnaderna är på gång, några av dem är mer än 400 år gamla. Innanför stadsmurarna, som är 6–9 meter höga, ligger mer än 100 moskéer, 12 hamamer (badhus) och 6 500 bostadshus. Ett särdrag är de många tornhusen – enfamiljshus som typiskt är sex våningar höga, byggda av lertegel, och dekorerade med gips. Till de mest populära besöksmålen hör Suq al-Milh (Saltmarknaden), där det inte bara är möjligt att köpa salt utan även bröd, kryddor, russin, bomull, koppar, krukor, silversmycken, antikviteter och en mängd andra saker. Den majestätiska Stora moskén (al-Jami al-kabir) från 600-talet är en av de äldsta i världen. Bab el Jemen (Jemenporten) är den enda kvarvarande av de ursprungliga åtta stadsportarna och fick sitt nuvarande utseende av osmanerna i slutet av 1800-talet.
Under det inbördeskrig som råder har den saudiledda koalitionen ofta bombat Sanaa, som hålls av huthirebellerna. Vid en bombning i juni 2015 förstördes flera historiska byggnader.

## Näringsliv och kommunikationer
Sanaa är ett handelscentrum, och de viktigaste näringarna är textilindustri (bomull) och hantverk. Här finns sedan 1970 ett islamiskt universitet. Staden har en internationell flygplats och vägförbindelse till al-Hudayda vid Röda havet.